# Sókút
Sókút (szlovákul: Soľ) község Szlovákiában, az Eperjesi kerületben, a Varannói járásban.

## Fekvése
Varannótól 8 km-re északnyugatra, a Tapoly jobb oldalán található.

## Története
A község területe a 13. században a lipóci uradalomhoz tartozott, mely abban az időben az Aba nemzetség birtoka volt. Nevét sós vízű forrásairól kapta. Első írásos említése 1252-ben, az egri káptalan oklevelében történt „Sowkwth” alakban. A falu benépesülése a 14. század második felére tehető. A 15. században már állt Szent Miklós püspök tiszteletére szentelt temploma is, melyet 1492-ben említenek először. A faluban uradalmi malom is állt, melyet már 1493-ban is említ írásos forrás. 1524-ben a Báthori-család birtoka volt. A templomot a 17. század elején átépítették és a mai napig is áll. Az 1666-os év nagy tragédiát hozott a falu életébe, mivel a pestisjárvány következtében lakóinak nagy része elpusztult. A 17. században főbb birtokosai a Nádasdy, Nyári, Eszterházy és Drugeth családok voltak. A század utolsó harmadában és a 18. század elején a kuruc háborúk okoztak nagy szenvedést a településnek.
A 18. század végén Vályi András így ír róla: „SÓKÚT. Tót falu Zemplén Várm. földes Ura Gr. Forgáts, és több Uraságok, lakosai elegyesek, fekszik Varannóhoz Topolya között fél, midőn a’ vizen általjöhetnek, egyébaránt 1 mértföldnyire; határja 3 nyomásbéli, terem gabonát, de zabot inkább, földgye sík, és székes, erdeje nints, 1798. a’ tűz 24 házakat megemésztett benne, határjában sós forrás fakad-fel, mellyet a’ marha mód nélkűl, és nagy haszonnal iszik, melly most már eltíltatott, és forrása béhányattatott; de másutt ismét kiütvén magát: a’ F. K. H. T. Tanáts által elvégeztetett, hogy azon víz szekereken ne hordattassék, és kereskedés belőle ne üzettessék; mivel ezen víz a’ kenyérsütésre is alkalmatos. Ezen helységbéliek Erdélyben a’ lovakat ménesenként megveszik, és a’ körűlbelől való vásárokon nagy haszonnal adgyák-el.”
1831-ben a kolerajárvány és az ennek következtében kitört koleralázadás hozott újabb tragédiát. A község vallási szempontból meglehetősen tarka képet mutatott, hiszen volt római katolikus, evangélikus, görögkatolikus temploma és zsinagógája is, mely mellett zsidó iskola is működött.
Fényes Elek 1851-ben kiadott geográfiai szótárában így ír a faluról: „Sókut, Szolya, tót falu, Zemplén vgyében, a Sárosba vivő jó országutban, Eperjeshez 4 órányira, a Tapoly széles völgyében, 410 r. kath., 120 g. kath., 240 evang., 100 zsidó lak. Szántóföldeinek egy része Rudlyó és Zamutó felé lassan emelkedő dombokon fekszik. Határa 2385 hold, mellyből 75 h. beltelek, szántóföld 1759 h., rét 393 h., legelő 106 h., és egy igen mély, 52 holdnyi tó. Ebből urbériség 1100 h. szántó, 300 h. rét, az egész legelő. Földje, különösen a Tapoly mentiben jó, – de még a dombokon is jó mivelés mellett a gabona minden nemeit megtermi. Lakosai szorgalmasok, s Máramaros Szigetről felhajtott lovakkal is szoktak kereskedni. Vize a Tapoly és a rudlyói patak, mellyen malma van. Van sósforrása, mellyet a kamara 1846-ban behányatott, de e forrás, másutt ismét kiadja magát; vizét a lakosok kenyérsütésre és marhaitatásra használják. Tava vadkácsákat tenyészt. Van itt r. kath. és evang. anyatemplom, s egy szeszgyár. Birják Klobusiczky Anna, Zerdahelyi József neje, gr. Barkóczy János, gr. Forgács család, és Sztankay Teréz, Podhajeczky Sándornő.”
1895-ben bevezették az állami anyakönyvezést és a község anyakönyvi kerület központja lett. Az 1880-as években gőzmalom működött a területén.
Borovszky Samu monográfiasorozatának Zemplén vármegyét tárgyaló része szerint: „Sókút, tót kisközség az Ondava völgyében, körjegyzőségi székhely, 147 házzal és 780, nagyobb részben róm. kath. vallású lakossal. Postája helyben van, távírója és vasúti állomása Varannó. Nevét konyhasós vízű forrásától vette, melyet az államkincstár a mult század ötvenes éveiben betemettetett. Az 1434. év folyamán találkozunk először a nevével s akkor puszta (praedium) és az Iseph család birtoka. A varannai uradalom tartozéka volt s 1598-ban Drugeth János, majd Nyáry István volt az ura; ezek utódai lettek a gróf Csáky, Forgách, Almásy, Fáy, báró Barkóczy, báró ’Sennyey, Károlyi, Bertóthy és Lipthay családok. Most nincs nagyobb birtokosa. Az 1663-iki pestis és az 1831-iki kolera itt is szedte áldozatait. Két temploma van, melyek közül a róma katholikus a XVI. században, az evangelikus pedig 1893-1901 között épült.”
A trianoni diktátumig Zemplén vármegye Varannói járásához tartozott.

## Népessége
| Év:            | 1994. | 2004.    | 2014.   | 2024.   |
| -------------- | ----- | -------- | ------- | ------- |
| Emberek száma: | 2001  | 2290     | 2505    | 2664    |
| Eltérés:       |       | +14,44 % | +9,38 % | +6,34 % |

| Év:            | 2023. | 2024.   |
| -------------- | ----- | ------- |
| Emberek száma: | 2641  | 2664    |
| Eltérés:       |       | +0,87 % |

1910-ben 759-en, többségében szlovákok lakták, jelentős magyar kisebbséggel.
2001-ben 2202 lakosából 1641 szlovák és 500 cigány volt.
2011-ben 2430 lakosából 1563 szlovák és 734 cigány.

## Nevezetességei
- Krisztus király tiszteletére szentelt, római katolikus temploma a 15. században épült gótikus stílusban. A 17. században barokk, majd 1884-ben neogótikus stílusban építették át. Tornya eredetileg fából volt, ez azonban 1875-ben összedőlt és ekkor építették a ma is látható tornyot. A templom utolsó nagyobb átépítésére 1933-ban került sor, akkor építették a mai főoltárt.
- A római katolikus templom előtti parkban 2000-ben állították fel Krisztus király szobrát.
- Evangélikus temploma 1793-ban, tornya 1864-ben épült. 1995 és 1999 között megújították.